# Mid-Eastern Athletic Conference

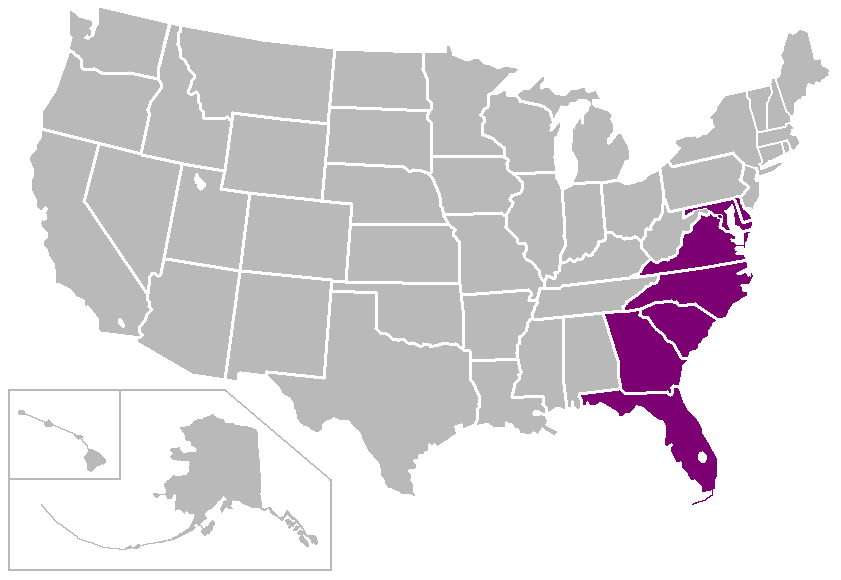
Ausdehnung der Mid-Eastern Athletic Conference

Die Mid-Eastern Athletic Conference (MEAC) ist eine aus 12 Universitäten bestehende Liga für diverse Sportarten, die in der NCAA Division I spielen. Im College Football spielen die Teams in der Football Championship Subdivision (FCS) (ehemals Division I-AA).
Die Liga wurde 1970 gegründet. Die Mitglieder befinden sich an der Ostküste der Vereinigten Staaten. Der Hauptsitz befindet sich in Virginia Beach im Bundesstaat Virginia.

## Mitglieder

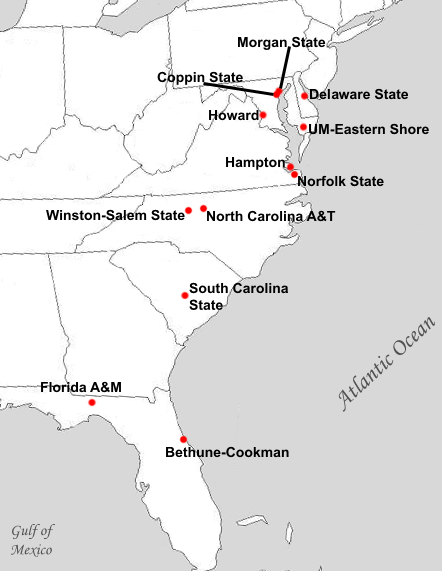
Lage der Vollmitglieder

| Universität            | Ort                        | Teamname | gegründet | Trägerschaft | Studenten |
| ---------------------- | -------------------------- | -------- | --------- | ------------ | --------- |
| Bethune-Cookman        | Daytona Beach, Florida     | Wildcats | 1904      | privat       | 3.400     |
| Coppin State           | Baltimore, Maryland        | Eagles   | 1900      | staatlich    | 3.200     |
| Delaware State         | Dover, Delaware            | Hornets  | 1891      | staatlich    | 3.700     |
| Florida A&M            | Tallahassee, Florida       | Rattlers | 1887      | staatlich    | 11.700    |
| Howard                 | Washington, D.C.           | Bison    | 1867      | privat       | 11.200    |
| Maryland Eastern Shore | Princess Anne, Maryland    | Hawks    | 1886      | staatlich    | 4.000     |
| Morgan State           | Baltimore, Maryland        | Bears    | 1867      | staatlich    | 6.600     |
| Norfolk State          | Norfolk, Virginia          | Spartans | 1935      | staatlich    | 8.500     |
| North Carolina A&T     | Greensboro, North Carolina | Aggies   | 1891      | staatlich    | 10.400    |
| North Carolina Central | Durham, North Carolina     | Eagles   | 1910      | staatlich    | 8.587     |
| South Carolina State   | Orangeburg, South Carolina | Bulldogs | 1896      | staatlich    | 4.500     |

### Assoziierte Mitglieder
| Universität | Ort                          | Teamname | gegründet | Trägerschaft | Studenten | Sportart         | Mitglieder seit | Main-Conference                      |
| ----------- | ---------------------------- | -------- | --------- | ------------ | --------- | ---------------- | --------------- | ------------------------------------ |
| Augusta     | Augusta, Georgia             | Jaguars  | 1828      | staatlich    | 9.183     | Golf (Männer)    | 2014            | Peach Belt Conference (NCAA Div. II) |
| Monmouth    | West Long Branch, New Jersey | Hawks    | 1933      | privat       | 6.500     | Bowling (Frauen) | 2018            | Metro Atlantic Athletic Conference   |
| UAB         | Birmingham, Alabama          | Blazers  | 1969      | staatlich    | 18.698    | Bowling (Frauen) | 2018            | Conference USA                       |

## Spielstätten der Conference

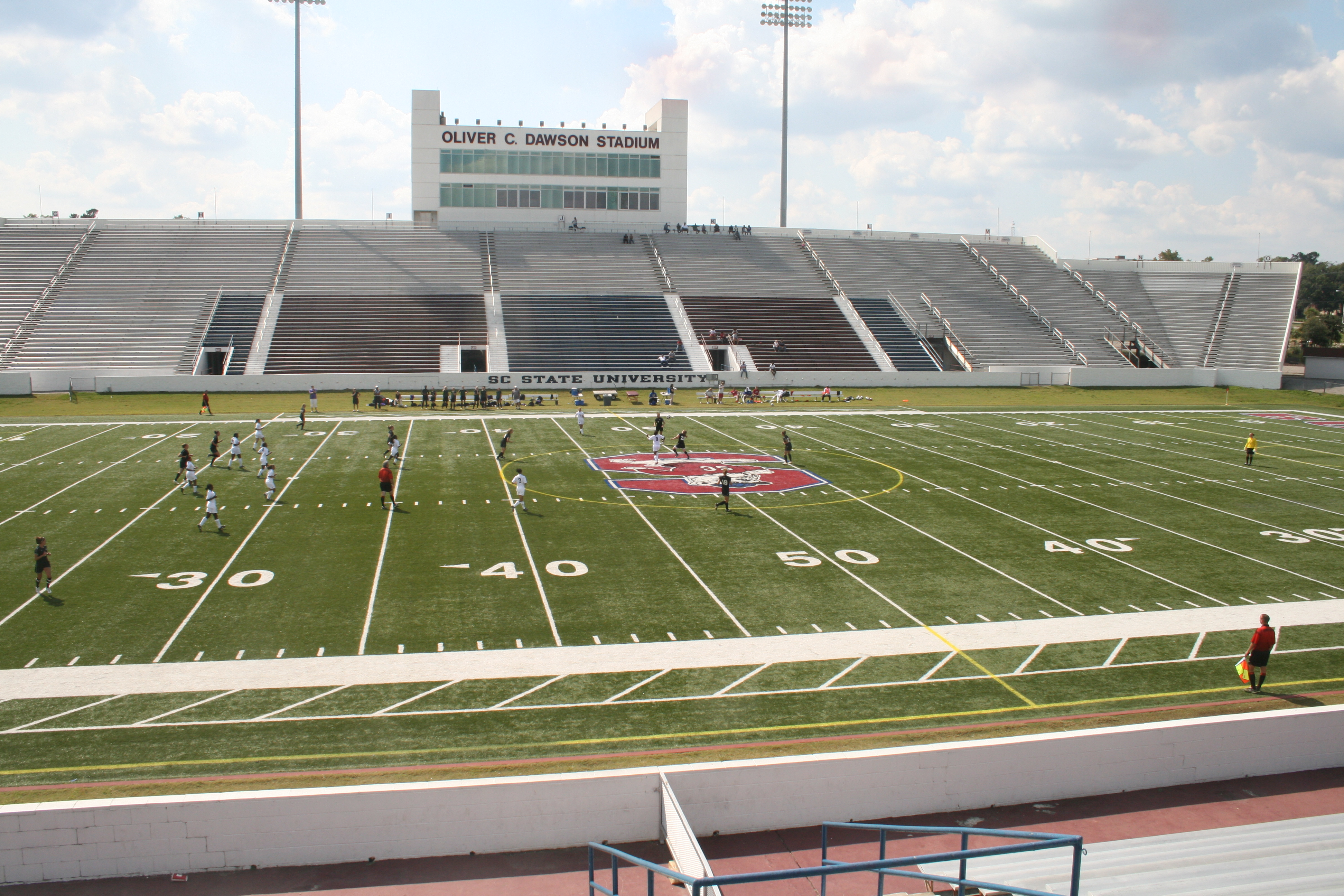
Oliver C. Dawson Stadium

| Universität            | Footballstadion              | Kapazität                 | Basketballstadion              | Kapazität |
| ---------------------- | ---------------------------- | ------------------------- | ------------------------------ | --------- |
| Bethune-Cookman        | Municipal Stadium            | 10.000                    | Moore Gymnasium                | 3.000     |
| Coppin State           | keine Football-Mannschaft    | keine Football-Mannschaft | Physical Education Complex     | 4.100     |
| Delaware State         | Alumni Stadium               | 7.000                     | Memorial Hall                  | 3.000     |
| Florida A&M            | Bragg Memorial Stadium       | 25.500                    | Teaching Gym                   | 9.000     |
| Howard                 | William H. Greene Stadium    | 10.000                    | Burr Gymnasium                 | 2.700     |
| Maryland Eastern Shore | keine Football-Mannschaft    | keine Football-Mannschaft | Hytche Athletic Center         | 5.500     |
| Morgan State           | Hughes Stadium               | 10.000                    | Hill Field House               | 4.250     |
| Norfolk State          | William "Dick" Price Stadium | 30.000                    | Joseph G. Echols Memorial Hall | 7.000     |
| North Carolina A&T     | Aggie Stadium                | 22.000                    | Corbett Sports Center          | 5.700     |
| North Carolina Central | O’Kelly–Riddick Stadium      | 10.000                    | McLendon–McDougald Gymnasium   | 3.050     |
| South Carolina State   | Oliver C. Dawson Stadium     | 22.000                    | SHM Memorial Center            | 3.200     |